# Modlitwa w Ogrójcu (obraz Correggia)
Modlitwa w Ogrójcu – obraz autorstwa Correggia. Należy do Wellington Collection eksponowanej w Apsley House w Londynie.

## Proweniencja
Niewielkie malowidło obecnie będące w złym stanie zachowania było podziwiane w Reggio Emilia przez Vasariego, który poświęcił mu dokładny opis:

 (...) niewielki obraz wielkości stopy, dzieło niezwykłe i piękne, z małymi postaciami, między którymi widzi się Chrystusa w Ogrójcu. Obraz przedstawia noc, a zjawiający się anioł oświetla swym blaskiem Chrystusa, który jest zupełnie jak żywy. Nie można sobie tej sceny ani wyobrazić, ani lepiej przedstawić. W dole u stóp góry, na równinie widać trzech śpiących apostołów i na nich rzuca cień góra, gdzie modli się Chrystus, Wszystko to daje postaciom nieprawdopodobny wyraz siły. A jeszcze dalej rozciąga się krajobraz i widać pierwsze blaski świtu. Nadchodzą także żołnierze z Judaszem.

W latach osiemdziesiątych XVI w. obraz nadal znajdował się w Reggio Emilia w zbiorach
Rodolfo Signoretti, u którego podziwiali i studiowali go Lelio Orsi (który zresztą zacytował elementy płótna Correggia w swoim obrazie Chrystus pośród krzyży), Tycjan, Giovanni Paolo Lomazzo, El Greco i Annibale Carracci.
Źródło z 1582 r. zaświadcza, że o obrazie krążyły wieści w Hiszpanii i w Rzymie i że Filip II Habsburg i Alfons II d’Este próbowali go zakupić do swoich kolekcji. Arystokrata mediolański Pirro Visconti nabył dzieło w 1587 r. i przewiózł je do Mediolanu do swojej willi w Lainate. W Mediolanie dzieło spotkało się nadzwyczaj przychylnym przyjęciem w związku głęboko religijnym klimatem duchowym wokół osoby kardynała Borromeo; do obrazu nawiązał wówczas Giulo Ciampi w swoim dziele znajdującym się obecnie w Pinakotece Ambrozjańskiej w Mediolanie. Sam Karol Boromeusz posiadał kopię płótna w pokoju, w którym zmarł.
Z domu Viscontich obraz trafił do Markiza hiszpańskiej Caraceny i w ten sposób został zabrany do Hiszpanii pod koniec XVII w., gdzie później oglądał go Anton Raphael Mengs. W końcu Chrystus w Ogrójcu trafił do Anglii, do zbiorów Księcia Wellington.
Dawna rycina Bernardina Curti potwierdza, że dziś niemal nieczytelna prawa część malowidła przedstawiała w tle Judasza i żołnierzy podążających z pochodniami, aby pojmać Chrystusa, tak jak wspominał o tym Vasari.

## Opis i styl
Na tle ciemnego lasu rozświetlonego delikatnym światłem nadchodzącego w dali poranka po prawej stronie obrazu klęczy Chrystus z głową zadartą do góry i z otwartymi ramionami przyjmujący posłannictwo anioła. Ukazanie się anioła zostało przedstawione przede wszystkim dzięki silnemu snopowi światła oświetlającego twarz i białą szatę Chrystusa, w opozycji do zaciemnionych postaci apostołów śpiących po prawej. Światła pochodni w tle podkreślają zbliżanie się momentu nadejścia Judasza z rzymskimi żołnierzami.
Kompozycja jest oparta na precyzyjnie wykalibrowanym rozkładzie światła: boskiego (oświetlającego Chrystusa), naturalnego (jutrzenki) i sztucznego (pochodnie żołnierzy), który jednakże obecnie z powodu złego stanu zachowania dzieła jest znacznie mniej czytelny niż dawniej. Skonstruowanie takiej kompozycji wymagało od malarza dużo wysiłku, także biorąc pod uwagę niewielkie rozmiary obrazu, który tak jak Noc z Drezna przyczynił się do zdobycia przez Correggio sławy mistrza przedstawień nocy.
Kompozycja odcina się od tradycji poprzez asymetryczny układ postaci oraz przede wszystkim dzięki widocznej głębi uzyskanej poprzez otwarcie na pejzaż, który podobnie jak skrót perspektywiczny postaci apostołów wiedzie wzrok spoglądającego w dal.
Chrystus został przedstawiony na pierwszym planie, ponadto nie od tyłu czy z profilu, lecz patrzący prosto na widza. Jest to wybór kompozycji dokładnie przestudiowany przez Correggia na etapie rysunku przygotowawczego, dzięki któremu obraz jest szczególnie komunikatywny, przywołując pokrewieństwo przedstawień Chrystusa z tradycyjnym typem ikonograficznym Vir dolorum; także postać anioła została ujęta w silnym skrócie perspektywicznym, aby ukazać widzowi jego wyraz twarzy i gest skierowany w stronę Chrystusa.
Chrystus wyróżnia się intensywnym wyrażaniem ruchu duszy, tzn. próbą realistycznego wyrażenia na obrazie przeżytej sytuacji i uczuć, w tym wypadku niepokoju, strachu, bólu, ale także słodkiej i uległej akceptacji woli bożej. Możliwe jest, że Correggio zainspirował się sztuką północnoeuropejską w pewnym zakresie dzięki znajomości bardzo rozpowszechnionych w tym czasie grafik, jednakże nie umniejsza to wielkiej inwencji twórczej artysty.